# Laval-Roquecezière
Laval-Roquecezière är en kommun i departementet Aveyron i regionen Occitanien i södra Frankrike. Kommunen ligger  i kantonen Saint-Sernin-sur-Rance som ligger i arrondissementet Millau. År 2022 hade Laval-Roquecezière 294 invånare.

## Befolkningsutveckling
Antalet invånare i kommunen Laval-Roquecezière
Referens: INSEE